# Pałac w Mianocicach
Pałac w Mianocicach – pałac znajdujący się w województwie małopolskim, w powiecie miechowskim, w gminie Książ Wielki, w Mianocicach.
Pałac oraz park, został wpisany do rejestru zabytków nieruchomych województwa małopolskiego.

## Historia
Obiekt wybudowany w XVIII w., rozbudowany w latach 30. XIX w., z inicjatywy Antoniego Helcla. Od 1850 roku właścicielami była rodzina Hallerów. Od 1945 roku w obiekcie prowadzi działalność dom pomocy społecznej.

## Architektura
Główny budynek parterowy, wysoko podpiwniczony, nakryty dachem czterospadowym. Od frontu sześciokolumnowy portyk z wysokimi kamiennymi schodami, zwieńczony niskim, szerokim trójkątnym naczółkiem. Od strony ogrodu, wejście poprzedzone gankiem filarowo-kolumnowym zwieńczone trójkątnym naczółkiem.

Po bokach głównego korpusu znajdują się ryzality-alkierze nakryte dwuspadowymi dachami. Elewacje boniowane.
W otoczeniu zadbany park o powierzchni 6,9 ha, a w nim kamienna, barokowa figura św. Jana Kantego z 1744 roku.